# Via Lucis

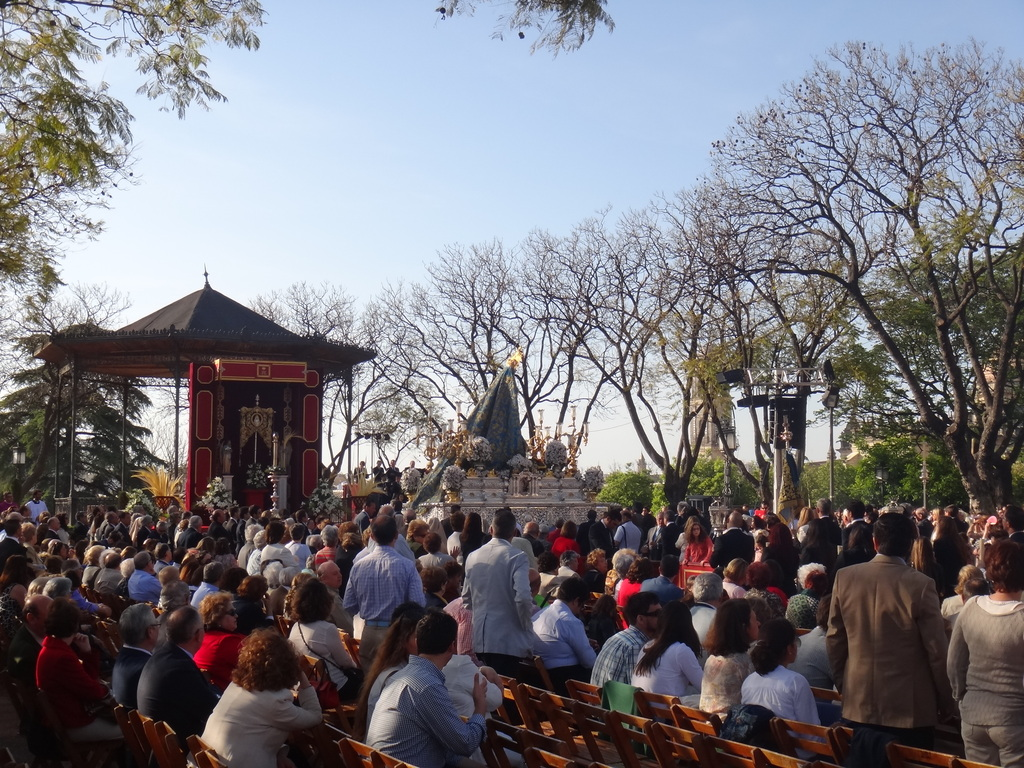
Vía Lucis

Las estaciones de la Resurrección, también conocidas por su nombre latino, Via Lucis ("Camino de la Luz"), son una forma de devoción cristiana que fomenta la meditación sobre la Resurrección de Jesucristo y algunas de las apariciones de Jesús resucitado y otros episodios registrados en el Nuevo Testamento. El término también se puede utilizar como un nombre para una serie de cuadros o esculturas que representan a los distintos episodios.
Las estaciones de la Resurrección complementan las estaciones de la cruz, o vía crucis (el término via lucis intencionalmente lo recuerda), una tradicional devoción católica que conmemora la Pasión de Jesús. A diferencia de la forma tradicional de las estaciones de la Cruz —aunque en común con la forma de revisión presentado por el papa Juan Pablo II el Viernes Santo de 1991—, todas las estaciones de la Resurrección se basan en hechos registrados en los cuatro evangelios canónicos y en los Hechos de los Apóstoles.
Al igual que con las estaciones de la cruz, la devoción no tiene forma fija, pero normalmente incluye para cada estación una lectura de la Escritura, una breve meditación, y una oración. Donde se puede utilizar una o una serie de imágenes  para ayudar a la devoción, que tiene la forma de una procesión, con el paso de una estación a la siguiente que a veces viene acompañada por el canto de uno o más versos de un himno.

## Historia
En el esquema tradicional de las Estaciones de la Cruz, la última es la sepultura de Jesús. Aunque esto constituye una conclusión lógica para el vía crucis, no ha sido satisfactorio como un punto final de la meditación sobre el misterio pascual, que según la doctrina cristiana culmina en, y es incompleta sin la Resurrección (véase, por ejemplo, I Corintios 15, 17-20). Por esta razón, la decimoquinta estación, que representa la resurrección, a veces se añade a la Estaciones de la Cruz. Incluso esta práctica, sin embargo, ha sido objeto de críticas como insuficiente representación de la doble dinámica del misterio pascual: el sufrimiento y la muerte de Jesús, por un lado, y por el otro su resurrección y glorificación.
En el verano de 1988, el sacerdote salesiano Sabino Palumbieri, profesor de antropología en la Universidad Salesiana de Roma, propuso la creación de un nuevo conjunto de las estaciones, centrado en la resurrección de Jesús y los acontecimientos posteriores de la misma, a fin de hacer hincapié en lo positivo, la esperanza de la historia cristiana que, aunque no ausentes de las estaciones de la Cruz, está oculto por su énfasis en el sufrimiento. La primera gran celebración pública de esta devoción fue en 1990, tras lo cual ganó un mayor valor.
En diciembre de 2001, la Santa Sede promulgó un Directorio sobre la piedad popular y la liturgia, que elogió el via lucis de la siguiente manera:

Recientemente, en diversos lugares, se está difundiendo un ejercicio de piedad denominado vía lucis. En él, como sucede en el vía crucis, los fieles, recorriendo un camino, consideran las diversas apariciones en las que Jesús – desde la Resurrección a la Ascensión, con la perspectiva de la Parusía – manifestó su gloria a los discípulos, en espera del Espíritu prometido (cfr. Jn 14, 26; 16, 13-15; Lc 24, 49), confortó su fe, culminó las enseñanzas sobre el Reino y determinó aún más la estructura sacramental y jerárquica de la Iglesia.

Mediante el ejercicio del vía lucis los fieles recuerdan el acontecimiento central de la fe – la resurrección de Cristo – y su condición de discípulos que en el bautismo, sacramento pascual, han pasado de las tinieblas del pecado a la luz de la gracia (cfr. Col 1, 13; Ef 5, 8).
Durante siglos, el vía crucis ha mediado la participación de los fieles en el primer momento del evento pascual – la Pasión – y ha contribuido a fijar sus contenidos en la conciencia del pueblo. De modo análogo, en nuestros días, el vía lucis, siempre que se realice con fidelidad al texto evangélico, puede ser un medio para que los fieles comprendan vitalmente el segundo momento de la Pascua del Señor: la resurrección.

El vía lucis, además, puede convertirse en una óptima pedagogía de la fe, porque, como se suele decir, "per crucem ad lucem". Con la metáfora del camino, el vía lucis lleva desde la constatación de la realidad del dolor, que en plan de Dios no constituye el fin de la vida, a la esperanza de alcanzar la verdadera meta del hombre: la liberación, la alegría, la paz, que son valores esencialmente pascuales.

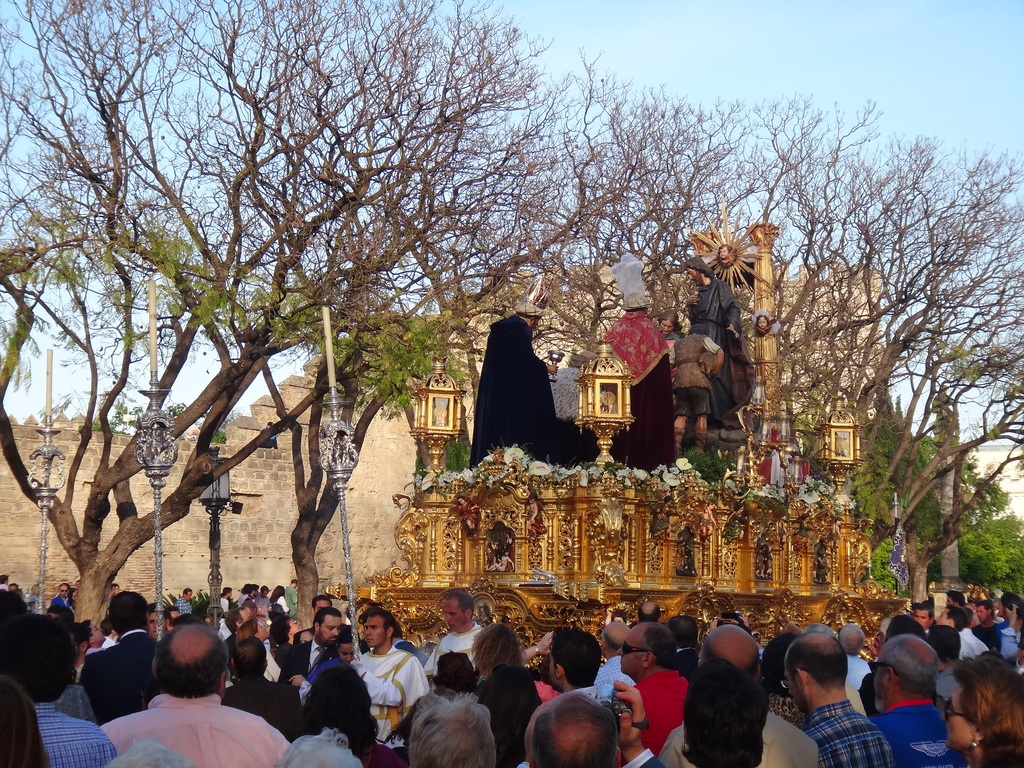
Vía Lucis Mariano

## Estaciones
No hay ninguna lista universalmente acordada de las Estaciones de la Resurrección, ni ninguna autoridad de la Iglesia trata de imponer una lista definitiva, como resultado algunas iglesias han encargado una serie de esculturas de las estaciones de acuerdo con sus propias normas que puede que no se sigan en otros lugares (esto es similar a la historia de las Estaciones de la Cruz, que alcanzó su forma normativa solo después de muchos siglos de muy diversas prácticas locales). En cuanto al número de las estaciones, sin embargo, hay acuerdo general en que, a fin de hacer hincapié en la complementariedad entre las Estaciones de la Cruz y la Resurrección de las estaciones debe haber catorce estaciones de la Resurrección, como es tradicionalmente el caso de la Estaciones de la Cruz. Tradicionalmente se utiliza estas estaciones:
- Primera estación: Jesús resucita y conquista la vida verdadera (Mt 28: 5-6).

- Segunda estación : María Magdalena, Pedro y Juan contemplan el sepulcro vacío (Jn 20: 1-8).

- Tercera estación: Jesús resucitado se aparece a María Magdalena (Jn 20: 14-18).

- Cuarta estación: las mujeres anuncian a Jesús resucitado (Mt 28: 8-10).

- Quinta estación: Jesús resucitado se aparece en el camino a Emaús (Lc 24: 10-30).

- Sexta estación: Jesús resucitado es reconocido al partir el pan (Lc 24: 30-35).

- Séptima estación: Jesús resucitado se aparece a los discípulos en Jerusalén (Lc 24: 36-40).

- Octava estación: Jesús resucitado da su paz a los discípulos y el poder de perdonar pecados (Jn 20: 19-23).

- Novena estación: Jesús resucitado refuerza la fe de Tomás. (Jn 20: 24-29).

- Décima estación: Jesús resucitado se aparece en el mar de Tiberíades (Jn 21: 1-12).

- Undécima estación: Jesús resucitado confirma a Pedro en el amor. (Jn 21:15-19).

- Duodécima  estación: Jesús resucitado envía a los discípulos (Mt 28: 19-20).

- Decimotercera estación: Jesús resucitado asciende al Cielo (Lc. 24:50-53).

- Decimocuarta estación: Jesús resucitado envía su Espíritu Santo a María y a los discípulos (Hc. 2: 1-13).